# Petrus Ternerus
Petrus Ternerus, född 11 december 1674, död 25 december 1734, var en svensk präst och riksdagsman.

## Biografi
Petrus Ternerus föddes 1674 och var son till kyrkoherden Laurentius Ternerus i Vrigstad församling och Helena Komstadia. Han studerade 1683 i Växjö och blev 1695 student vid Uppsala universitet. Ternerus disputerade där 1701 (de hygroscopiis, pres. P. Elvius) och 1703 (de linea perpendicularis, pres II. Vallerius). Han avlade magisterexamen och prästvigdes i Kalmar domkyrka till biträde hos sin far. Ternerus blev 1708 kyrkoherde i Vrigstads församling och var riksdagsman vid riksdagen 1719. Han blev 1727 kontraktsprost i Västra härads kontrakt. Ternerus avled 1734 och begravdes 27 februari 1735 av biskopen Gustaf Adolf Humble.

## Familj
Ternerus gifte sig 21 juni 1710 med Ingeborg von Zaltzen (1686–1768), dotter till kyrkoherden Antonius von Zaltzen i Döderhults församling och Ingeborg Matsdotter. De fick tillsammans barnen Lars Ternerus (född 1711), Ingeborg Ternerus (född 1716) som var gift med komministern Jonas Tranberg i Mörlunda församling, Helena Sophia Ternerus (född 1717) som var gift med kyrkoherden Jonas Liungh i Vrigstads församling, Anna Maria Ternerus (1718–1752) som var gift med kyrkoherden Carl Magnus Ekman i Veta församling och Catharina Margaretha Ternerus (född 1720).